# Elateroides flabellicornis
Elateroides flabellicornis är en skalbaggsart som först beskrevs av Schneider 1791.  I den svenska databasen Dyntaxa används istället namnet Hylecoetus flabellicornis. Enligt Catalogue of Life ingår Elateroides flabellicornis i släktet Elateroides och familjen varvsflugor, men enligt Dyntaxa är tillhörigheten istället släktet Hylecoetus och familjen varvsflugor. Arten har ej påträffats i Sverige. Inga underarter finns listade i Catalogue of Life.